# Eden (film 2015)
Eden è un film del 2015 diretto da Shyam Madiraju.

## Trama
Dopo aver disputato una partita della FIFA World Cup, l'aereo della nazionale di calcio statunitense si schianta nei pressi di un'isola disabitata del Pacifico. Ben presto i sopravvissuti dovranno fare i conti con la disperazione e la fame, che minano la loro psicologia. Rompendo lo spirito di squadra che li ha sempre guidati, i sopravvissuti si divideranno in due fazioni in lotta per la sopravvivenza.

## Distribuzione
Negli Stati Uniti il film è stato distribuito nelle sale e su iTunes dal 18 settembre 2015.